# دانیل کورمیر
دنیِل رایان کورمیر (به انگلیسی: Daniel Ryan Cormier) (زادهٔ ۲۰ مارس ۱۹۷۹) مبارز ترکیبی و کشتی‌گیر بازنشستهٔ آمریکایی است که به عنوان یکی از بهترین مبارزان تاریخ هنرهای رزمی ترکیبی به‌شمار می‌رود. او به صورت همزمان قهرمان مسابقات یواف‌سی در دو دستهٔ نیمه‌سنگین‌وزن و سنگین‌وزن شده و همواره در رده‌بندی یواف‌سی یکی از موفق‌ترین مبارزان بود. او اکنون تحلیل‌گر مبارزات رزمی است.

## پیشینه در کشتی آزاد
دنیل کورمیر از ابتدا ورزش را در کشتی آزاد شروع کرد. او در نوجوانی قهرمان ایالت لوئیزیانا شد و سپس مدال برنز را در بازی‌های المپیک تابستانی نوجوانان به دست آورد. از سال ۲۰۰۰ به بعد کشتی حرفه‌ای را در بزرگسالان شروع کرد و توانست بعد از قهرمانی در کشور آمریکا به عضویت تیم ملی در وزن ۹۶ کیلوگرم دربیاید. کورمایر در بازی‌های المپیک ۲۰۰۴ آتن در نیمه‌نهایی مغلوب حاجی‌مراد گاتسالوف، قهرمان این مسابقات شد و در دیدار رده‌بندی نیز به علیرضا حیدری از ایران باخت و به عنوان پنجم بسنده کرد. مدال برنز مسابقات قهرمانی کشتی جهان ۲۰۰۷، چند بار قهرمانی در بازی‌ها و مسابقات قهرمانی پان امریکن و قهرمانی جام ایوان یاریگین و چند دوره مسابقات بین‌المللی دیگر عناوین مهم وی می‌باشند که از معتبرترین تورنمنتهای جهانی کشتی کسب شده‌اند.

## فعالیت در هنرهای رزمی ترکیبی
کورمیر با کین ولاسکوئز، جان فیتچ و جاش کاش در آکادمی کیک‌بوکسینگ آمریکا آموزش دیده است. این به او کمک کرد تا به‌عنوان یک کشتی‌گیر و مشت‌زن مهاجم به مبارزه بپردازد. وی فعالیت حرفه‌ای خود در هنرهای رزمی ترکیبی را از سپتامبر ۲۰۰۹ در دسته سنگین‌وزن شروع کرد. کورمایر در مسابقات ابتدایی موفق بود و به عضویت در سازمان استرایک فورس (Strike Force) درآمد. سپس با پیروزی در مسابقات متعدد و شکست‌دادن جاش بارنت قهرمان شد. همچنین بعد از ورود به یواف‌سی و شکست دادن افرادی از جمله فرانک میر، رشاد اوانز و آنتونی جانسون توانست قهرمان سنگین‌وزن باشد. کورمایر در یک‌وزن پایین‌تر نیز در مبارزاتش موفق بود و توانست بزرگانی چون اندرسون سیلوا و الکساندر گوستافسون را شکست داده و کمربند قهرمانی را از آن خود کند. دنیل کورمیر دومین مبارز در تاریخ یواف‌سی است که توانسته در دو وزن مختلف به قهرمانی برسد.

## رکورد مبارزات MMA
| بررسی رکورد مسابقات حرفه‌ای               |                                                 |                                                  |
| خطای عبارت: عملگر < دور از انتظار مسابقه | خطای عبارت: نویسه نقطه‌گذاری شناخته نشده «۱» برد | خطای عبارت: نویسه نقطه‌گذاری شناخته نشده «۲» باخت |
| ناک‌اوت                                   | ۱۰                                              | 0                                                |
| تسلیم                                    | ۵                                               | 0                                                |
| تصمیم داور                               | ۷                                               | ۲                                                |
| No contests                              | ۱                                               | ۱                                                |

| نتیجه.          | رکورد    | حریف               | روش                                     | رویداد                                          | تاریخ           | راند | زمان | مکان                                   | یادداشت |
| --------------- | -------- | ------------------ | --------------------------------------- | ----------------------------------------------- | --------------- | ---- | ---- | -------------------------------------- | --- |
| برد             | 22_1 (1) | دریک لوئیس         | Submission (rear-naked choke)           | UFC 230                                         | ۳ نوامبر ۲۰۱۸   | 2    | 2:14 | New York City, New York, United States | Defended the UFC Heavyweight Championship. |
| برد             | 21–1 (1) | استیپه میوچیچ      | KO (punches)                            | UFC 226                                         | ۷ ژوئیه ۲۰۱۸    | 1    | 4:33 | Las Vegas, Nevada, United States       | Won the UFC Heavyweight Championship. Performance of the Night. |
| برد             | 20–1 (1) | وولکان ازدمیر      | TKO (punches)                           | UFC 220                                         | ۲۰ ژانویه ۲۰۱۸  | 2    | 2:00 | Boston, Massachusetts, United States   | Defended the UFC Light Heavyweight Championship. Performance of the Night. Relinquished the UFC Light Heavyweight Championship on December 28, 2018.                               |
| مساویبدون نتیجه | 19–1 (1) | جان جونز           | NC (overturned)                         | UFC 214                                         | ۲۹ ژوئیه ۲۰۱۷   | 3    | 3:01 | Anaheim, California, United States     | Retained the UFC Light Heavyweight Championship. Originally a KO (head kick and punches) win for Jones; overturned after Jones tested positive for long-term metabolite turinabol. |
| برد             | 19–1     | انتونی جانسون      | Submission (rear-naked choke)           | UFC 210                                         | ۸ آوریل ۲۰۱۷    | 2    | 3:37 | Buffalo, New York, United States       | Defended the UFC Light Heavyweight Championship. |
| برد             | 18–1     | اندرسون سیلوا      | Decision (unanimous)                    | UFC 200                                         | ۹ ژوئیه ۲۰۱۶    | 3    | 5:00 | Las Vegas, Nevada, United States       | Non-title bout. |
| برد             | 17–1     | الکساندر گوستافسون | Decision (split)                        | UFC 192                                         | ۳ اکتبر ۲۰۱۵    | 5    | 5:00 | Houston, Texas, United States          | Defended the UFC Light Heavyweight Championship. Fight of the Night. |
| برد             | 16–1     | انتونی جانسون      | Submission (rear-naked choke)           | UFC 187                                         | ۲۳ مه ۲۰۱۵      | 3    | 2:39 | Las Vegas, Nevada, United States       | Won the vacant UFC Light Heavyweight Championship. Performance of the Night. |
| باخت            | 15–1     | جان جونز           | Decision (unanimous)                    | UFC 182                                         | ۳ ژانویه ۲۰۱۵   | 5    | 5:00 | Las Vegas, Nevada, United States       | For the UFC Light Heavyweight Championship. Fight of the Night. |
| برد             | 15–0     | دن هندرسون         | Technical Submission (rear-naked choke) | UFC 173                                         | ۲۴ مه ۲۰۱۴      | 3    | 3:53 | Las Vegas, Nevada, United States       | |
| برد             | 14–0     | پاتریک کامینز      | TKO (punches)                           | UFC 170                                         | ۲۲ فوریه ۲۰۱۴   | 1    | 1:19 | Las Vegas, Nevada, United States       | Light Heavyweight debut. |
| برد             | 13–0     | روی نلسون          | Decision (unanimous)                    | UFC 166                                         | ۱۹ اکتبر ۲۰۱۳   | 3    | 5:00 | Houston, Texas, United States          | |
| برد             | 12–0     | فرانک میر          | Decision (unanimous)                    | UFC on Fox: Henderson vs. Melendez              | ۲۰ آوریل ۲۰۱۳   | 3    | 5:00 | San Jose, California, United States    | |
| برد             | 11–0     | دیون استارینگ      | TKO (punches)                           | Strikeforce: Marquardt vs. Saffiedine           | ۱۲ ژانویه ۲۰۱۳  | 2    | 4:02 | Oklahoma City, Oklahoma, United States | |
| برد             | 10–0     | جاش بارنت          | Decision (unanimous)                    | Strikeforce: Barnett vs. Cormier                | ۱۹ مه ۲۰۱۲      | 5    | 5:00 | San Jose, California, United States    | Strikeforce Heavyweight Grand Prix final. |
| برد             | 9–0      | انتونیو سیلوا      | KO (punches)                            | Strikeforce: Barnett vs. Kharitonov             | ۱۰ سپتامبر ۲۰۱۱ | 1    | 3:56 | Cincinnati, Ohio, United States        | Strikeforce Heavyweight Grand Prix semifinal. |
| برد             | 8–0      | جف مانسون          | Decision (unanimous)                    | Strikeforce: Overeem vs. Werdum                 | ۱۸ ژوئن ۲۰۱۱    | 3    | 5:00 | Dallas, Texas, United States           | Strikeforce Heavyweight Grand Prix Reserve bout. |
| برد             | 7–0      | دوین کول           | Decision (unanimous)                    | Strikeforce Challengers: Woodley vs. Saffiedine | ۷ ژانویه ۲۰۱۱   | 3    | 5:00 | Nashville, Tennessee, United States    | |
| برد             | 6–0      | سوا پاللی          | TKO (punches)                           | XMMA 3                                          | ۵ نوامبر ۲۰۱۰   | 1    | 2:23 | Sydney, Australia                      | Defended the XMMA Heavyweight Championship. |
| برد             | 5–0      | جیسون ریلی         | TKO (punches)                           | Strikeforce: Houston                            | ۲۱ اوت ۲۰۱۰     | 1    | 1:02 | Houston, Texas, United States          | |
| برد             | 4–0      | تونی جانسون        | Submission (rear-naked choke)           | KOTC: Imminent Danger                           | ۱۳ اوت ۲۰۱۰     | 1    | 2:27 | Mescalero, New Mexico, United States   | Won the KOTC Heavyweight Championship. |
| برد             | 3–0      | لوکاس برون         | TKO (punches)                           | XMMA 2                                          | ۳۱ ژوئیه ۲۰۱۰   | 1    | 4:35 | Sydney, Australia                      | Won the XMMA Heavyweight Championship. |
| برد             | 2–0      | جان دیواین         | KO (punch)                              | Strikeforce Challengers: Johnson vs. Mahe       | ۲۶ مارس ۲۰۱۰    | 1    | 1:19 | Fresno, California, United States      | |
| برد             | 1–0      | گری فریزیر         | TKO (punches)                           | Strikeforce Challengers: Kennedy vs. Cummings   | ۲۵ سپتامبر ۲۰۰۹ | 2    | 3:39 | Bixby, Oklahoma, United States         | |

## سابقه بازیگری
کورمیر در سال ۲۰۱۴ در فیلم منترونشن ایفای نقش کرده است.